# Ariane Laroux
Ariane Laroux, née à Paris le 12 avril 1957 et morte à Genève le 11 avril 2023, est une peintre, dessinatrice et graveuse franco-suisse. Depuis son très jeune âge, elle travaille sur les espaces urbains, le vide et le plein. Elle a publié plusieurs ouvrages de dessins, peintures et de textes et exposé dans de nombreuses galeries et musées.

## Biographie

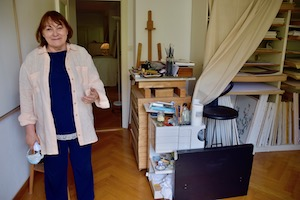
A l'atelier

Française et Suisse. Elle passe son enfance avec ses parents dans l'atelier de la cité Montmartre-aux-artistes, 189 rue Ordener, puis chez ses grands-parents au square de Latour-Maubourg près des Invalides, où elle se met à dessiner très tôt.
Après des études au collège de Verneuil-sur-Seine, elle prépare une licence d’histoire à la Sorbonne et est diplômée de l'école des beaux-arts de Genève. Elle épouse en 1984 l'artiste graveur Daniel Divorne (1934-2003), directeur du Centre genevois de gravure contemporaine.
De 1979 à 2017, elle expose entre autres à la galerie Alice Pauli (Lausanne),,,,, au musée de l'Athénée (Genève), au musée cantonal des beaux-arts de Lausanne, au Württembergischer Kunstverein Stuttgart (de), à la galerie Ditesheim (Neuchâtel),, à la galerie Eric Franck (Genève-Berlin-Bâle), à la galerie Michel Foëx (Genève),,,, au musée du Pays et Val de Charmey, au musée de la Résistance de Lyon, à la galerie Roswitha Hartmann (Zurich), au musée des Civilisations de l'Europe et de la Méditerranée (Marseille, 2006), au Théâtre de La Comédie (Genève, 2007), au musée de l'Homme (Paris, du 30 mai au 8 septembre 2008). Le British Museum de Londres fait l'acquisition de ses dessins et l'expose dans sa collection de dessins : en 2015 dans la Bibliothèque, en 2016 au Département des dessins du British Museum, en 2017 dans l'exposition de la collection de dessin du British Museum : Lines of thought. From Michelangelo to now, exposition montrée dans cinq musées de Grande-Bretagne et des États-Unis. Son atelier se trouve à Genève.

## Ouvrages
- Paysages urbains[18],[19],[20]  (ISBN 978-2-8251-4046-8) : Livre sur 25 ans de dessins sur les carrefours et les architectures de villes d'Europe. Préface d'Olivier Mongin, directeur de la revue Esprit (Éditions L'Âge d'Homme, 2013).
- Portraits parlés[21],[22],[23],[16],[24],[25],[26]  (ISBN 978-2-8251-3716-1) Dessins et interviews pendant les dessins de 70 personnalités qui ont pris des risques pour « changer les choses ». Préfaces de Jean Lacouture, de Michel Thévoz et de Nicolas Mann, éditions L'Âge d'Homme. 2006[27]. Elle initie, sur 14 ans, des rencontres dessinées et des entretiens de gens qui selon ses propres termes "ont pris des risques pour changer les choses"[26]. Elle prend soin de choisir pour ses entretiens autant de femmes que d'hommes, de tous les continents : Boris Cyrulnik, André Brink, le Dalaï-lama, Sœur Emmanuelle, Abbé Pierre, Bronisław Geremek, Lech Wałęsa, Susan George, Teddy Goldsmith, Benoîte Groult, Václav Havel, Edward T. Hall, Jiri Hayek, Marie-France Hirigoyen, Albert Jacquard, Wei Jingsheng, Catherine Kousmine, Jacques Lacarrière, Jim Lovelock, Ella Maillart, Bruno Manser, Lynn Margulis, Rigoberta Menchú, Théodore Monod, Edgar Morin, Révérend Nakada, Robin Norwood, Christiane Olivier, Jean-Marie Pelt, Bertrand Piccard, Hubert Reeves, Gerhart Riegner, Józef Rotblat, Klaus Schwab, Amartya Sen, Konrad Siowi, Grace Smith, Germaine Tillion, Michel Thévoz, Günter Wallraff, Jody Williams, Harry Wu, Kofi Yamgnane, Wim Wenders, Nelson Mandela, Mikhaïl Gorbatchev, Shirin Ebadi, etc.
- Déjeuners chez Germaine Tillion[28],[29],[30],[31] (ISBN 978-2-8251-3876-2), dessins, peintures et interviews pendant les dessins. Préfaces de Jean Lacouture, Nicolas Mann et de Michel Thévoz.  Éditions L'Âge d'Homme. 2009. L'auteur rencontre, lors de 30 déjeuners, l’ethnologue et résistante Germaine Tillion qu’elle a portraituré dans 20 dessins réalisés lors de ces entretiens.
- "Daniel Divorne - La Gravure contemporaine" à Genève, livre sur son œuvre, sa création et direction du Centre genevois de la gravure contemporaine de 1966 à 1986. Actuellement nommé Ateliers genevois de gravure contemporaine, toujours au 17 route de Malagnou à Genève. Interviews et textes par Ariane Laroux, son épouse, et bons à tirer de Daniel Divorne , ainsi que des artistes venus imprimer avec lui : Pierre Alechinsky, John Armleder, Jorge Castillo, Max Ernst, Rolf Iseli, Bernhard Luginbühl, Roberto Matta, Pablo Picasso, Henri Presset, Antonio Saura, Bram van Velde. Préfaces de John Armleder, Christian Rümelin, Brigitte Mantilleri. Photos de Jean Mohr et du metteur en scène Carlos Saura. Éditions L'Âge d'Homme, 2017.

## Expositions
- 1977 : Salon des Indépendants. Paris.
- 1980 :
  - Galerie Aujourd’hui. Genève, exposition personnelle : Dessins.
  - Musée de l’Athénée : Jeunes dessinateurs. Genève.
- 1982 : Université de Genève : Cavaliers seuls. No 3.
- 1983 :
  - Galerie Alice Pauli, Lausanne, exposition personnelle : le Vide et le Plein[4],[5],[3],[6].
  - Film de Francis Reusser, Télévision TSR.
- 1984 : Galerie Alice Pauli, Lausanne : Collective avec Abakanovich.
- 1985 :
  - Württembergisher Kunstverein, Stuttgart : Das Selbsportrait. Catalogue.
  - Musée des beaux-arts Lausanne : L’Autoportrait à l’époque de la photographie. De Pablo Picasso à Man Ray, Käthe Kollwitz, Edvard Munch, Alberto Giacometti, Gisèle Freund, Francis Bacon, Oskar Kokoschka, Joseph Beuys, Jean-Michel Basquiat, Frida Kahlo ... Commissaire Erika Billeter. Catalogue[32],[8].
- 1988 : Galerie Eric Franck, Genève, Berlin : Exposition personnelle : Suivre le trajet du regard.
- 1988-90 : Galerie Eric Franck, foires Art’ de Bâle : Villes[11].
- 1992 : Genève : Une ville collectionne. 1950-1990. Catalogue.
- 1991-92 : TV SSR et TV5, Communication, dessins sur le téléjournal et Jean-Philippe RAPP, directeur du Forum Nord-Sud.
- 1993 : Galerie Ditesheim, Neuchâtel : Exposition personnelle : Peindre la frontière entre les choses. Cat. français/anglais[33],[34].
- 1994 : Galerie Michel Foëx, Genève : Exposition personnelle : Le peintre travaille à l’arme blanche et noir. Catalogue Français Anglais, Allemand. Texte Marc Le Bot[10],[12],[13]
- 1995 : Galerie Ditesheim, Neuchâtel : Visages. Avec Giacometti, Hockney, Music...
- 1996 : Galerie Roswitha Haftmann, Zürich: Espaces urbains, dessins.
- 1998 : Triennale Européenne de Gravure, Prague: Le labyrinthe. Cat. Anglais[35].
- 2000 :
  - Musée de Fribourg-Charmey : Ex-libris de 1900 à 1999, Catalogue, Français-Anglais.
  - British Museum, Londres. Achat de dessins et Drawing Special Event. Drawing Department. Octobre.
- 2001 : NASA Planetary Biology Internship : Cat. : Experience 96-2000. University of Massachusetts.
- 2002 :
  - MAMCO, Musée d’Art contemporain de Genève au Forum de Meyrin : Les lumières de la Ville.
  - Musée de Charmey-Fribourg : Frontières : Espaces labyrinthique. Exposition personnelle. Catalogue[15].
- 2004 : Centre d’Histoire de la Résistance et de la Déportation, CHDR, Lyon : Résistances. Dessins.
- 2005 : Musée des Civilisations de l’Europe et de la Méditerranée, Marseille : Dessins.
- 2007 : Théâtre du Châtelet. Paris: Résistances de Germaine Tillion. Dessins. Accompagne la représentation de son opérette Le Verfügbar aux Enfers, écrite au camp de Ravensbrück.
- 2008 :
  - Palais Rumine, Lausanne. Installation : Eclairages.
  - Musée d’Art contemporain de Bretagne, Rennes: Dessins, peintures sur Germaine Tillion.
  - Musée de L’Homme, Palais de Chaillot, Paris: Dessins, peintures sur Germaine Tillion.
- 2010 : 
  - Forum de Meyrin : Voyage dans la ville, grands formats, huile sur toile, pierre noire. Avec Métropolis de Michael Wolf, Sous la Lune II, œuvre-jeu de Miguel Navarro, commissaire de l’exposition Boris Tissot, Centre Pompidou.
  - Université de Bretagne. Lorient : Exposition : L’engagement. Huile sur toile et pierre noire.
- 2013-2014 : Exposition personnelle à la galerie Red Zone Arts: Le Vide et le Plein. 9 novembre- 24 décembre[18],[19],[20].
- 2015 : Exposition à l'automne de dessins dans la bibliothèque du British Museum.
- 2016 : Exposition de dessins au département de dessins du British Museum.
- 2017 : Dessins dans l'exposition de la Collection de dessins du British Museum : Lines of Thought - Drawing from Michelangelo to now. Catalogue Lines of Thought , édition Thames and Hudson, Curator Isabel Seligman.
- 2016-2018 : L'exposition Lines of Thought - Drawing from Michelangelo to now se déplace dans 5 musées de Grande-Bretagne et des États-Unis : Pool Museum (2016) ; Brynmor Lones Library Art Gallery, Université de Hull (2017) ; Ulster Museum, Belfast (2017) ; New Mexico Museum of Art, Santa Fé (2017) ; RISD Museum, Rhode Island School of Design, Providence (2018)
- 2020-2022 : Musée Jenish à Vevey : exposition de son grand tableau à l'huile Rencontrer l'ethnologue Germaine Tillion (collection Nestlé), exposé entre ceux de Hodler et de Giacometti, puis intégré dans l'installation permanente du musée depuis 2022.